# توماس آرنه
توماس آرنه (بالإنجليزية: Thomas Augustine Arne )‏ (و. 1710 – 1778 م) هو ملحن، وممثل من مملكة بريطانيا العظمى، والمملكة المتحدة، ولد في لندن، يستخدم آلات آلة مفاتيح، توفي في لندن، عن عمر يناهز 68 عاماً.

## التعليم
تعلم في كلية إيتون.

## روابط خارجية
- توماس آرنه على موقع IMDb (الإنجليزية)
- توماس آرنه على موقع الموسوعة البريطانية (الإنجليزية)
- توماس آرنه على موقع ميوزك برينز (الإنجليزية)
- توماس آرنه على موقع قاعدة بيانات برودواي على الإنترنت (الإنجليزية)
- توماس آرنه على موقع أول ميوزيك (الإنجليزية)
- توماس آرنه على موقع ديسكوغز (الإنجليزية)
- توماس آرنه على موقع ديسكوغز (الإنجليزية)